# Kim Byeong-jun
Kim Byeong-jun (in hangŭl 김병준, in hanja 金秉俊; Seul, 8 febbraio 1988) è un pattinatore di short track sudcoreano.

## Palmarès

### Mondiali
- 1 medaglia:
  - 1 oro (staffetta 5000 m a Milano 2007).

### Mondiali a squadre
- 2 medaglie:
  - 1 oro (Varsavia 2011);
  - 1 argento (Budapest 2007).

### Giochi asiatici
- 2 medaglie:
  - 2 ori (staffetta 5000 m a Changchun 2007; staffetta 5000 m a Astana-Almaty 2011).

### Coppa del Mondo
- Miglior piazzamento nella Coppa del Mondo dei 1000 m: 4º nel 2011.
- Miglior piazzamento nella Coppa del Mondo dei 500 m: 7º nel 2013.
- Miglior piazzamento nella Coppa del Mondo dei 1500 m: 16º nel 2013.
- 17 podi (6 individuali, 11 a squadre):
  - 11 vittorie (3 individuali, 8 a squadre);
  - 1 secondo posto (a squadre);
  - 5 terzi posti (3 individuali, 2 a squadre).